# Pikovaja dama (film, 1916)
För andra betydelser, se Spader dam (olika betydelser).
Pikovaja dama (ryska: Пиковая дама) är en rysk stumfilm från 1916, regisserad av Jakov Protazanov. Filmens handling är baserad på Aleksandr Pusjkins novell Spader dam.

## Rollista
- Ivan Mozzjuchin – Hermann
- Vera Orlova – Lizaveta Ivanovna
- Jelizaveta Sjebujeva – grevinnan Anna Fedotovna
- Tamara Duvan – grevinnan i sin ungdom
- Polikarp Pavlov – grevinnans make
- Nikolaj Panov – greven av Saint Germain